# 澤口高正
澤口 高正（さわぐち たかまさ、1973年10月24日 - ）は、日本の元ラグビーユニオン選手。

## プロフィール
- 茨城県出身[1]。
- 現役時代のポジションはロック(LO)。
- 日本代表通算キャップ数は1。

## 略歴
常総学院高校、大東文化大学、日本国土開発を経て、1999年、セコムに加入。
2002年5月5日に行われた2002年アジア競技大会決勝韓国戦で日本代表初キャップを獲得した。
2013年、現役を引退した。